# Cuitláhuac
För andra betydelser, se Cuitláhuac (olika betydelser).
Cuitláhuac, född 1476, död 1520, var aztekernas näst sista tlatoani (härskare) av den gamla kungaätten, och regerade under år 1520. 

## Biografi
Han var yngre bror  till föregångaren på tronen, Moctezuma II. Han var gift med Tecuichpo Ixcaxochitzin, dotter till Moctezuma II.
Efter att Moctezuma II dödats under tumultet före "sorgenatten" 30 juni La Noche Triste valdes Cuitláhuac till efterträdare. Regeringstiden blev 80 dagar. I december 1520 dog han i smittkoppor och efterträddes av sin kusin Cuauhtémoc. Cuitláhuac betyder på nahuatl ungefär "den som är ansvarig för/vårdar".

## Eftermäle
Asteroiden 2275 Cuitlahuac är uppkallad efter honom.

## Galleri

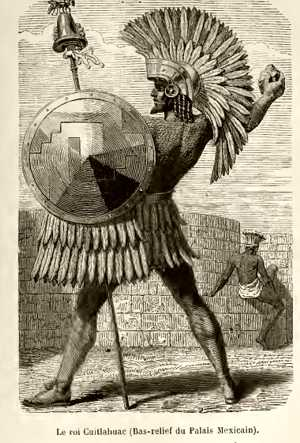
Cuauhtláhuac.